# Доступное выражение
Доступное выражение (англ. Available expression) в теории построения компиляторов — некоторое выражение {\displaystyle x+y} в точке {\displaystyle p} такое, что если любой путь от входного узла к {\displaystyle p} вычисляет {\displaystyle x+y} и после последнего вычисления до достижения {\displaystyle p} нет последующих присваиваний переменным {\displaystyle x} и {\displaystyle y}:
- Блок уничтожает выражение {\displaystyle x+y}, если он присваивает (или может присваивать) {\displaystyle x} и {\displaystyle y} и после этого не вычисляет {\displaystyle x+y} заново.
- Блок генерирует выражение {\displaystyle x+y}, если он вычисляет {\displaystyle x+y} и не выполняет последующих переопределений {\displaystyle x} и {\displaystyle y}.

Основное применение информации о доступных выражениях — поиск глобальных общих подвыражений.
Можно вычислить множество генерируемых выражений для каждой точки блока, проходя от начала до конца блока. В точке, предшествующей блоку, сгенерированных выражений нет. Если в точке {\displaystyle p} доступно множество выражений {\displaystyle S}, a {\displaystyle q} представляет собой точку после {\displaystyle p} с инструкцией {\displaystyle x=y+z} между ними, то мы образуем множество доступных в {\displaystyle q} выражений следующим образом:
1. Добавляем к {\displaystyle S} выражение {\displaystyle y+z}.
2. Удаляем из {\displaystyle S} все выражения, включающие переменную {\displaystyle x}.

Описанные действия должны выполняться в указанном порядке, так как {\displaystyle x} может совпадать с {\displaystyle y} или {\displaystyle z}. После того, как достигнут конец блока, {\displaystyle S} будет представлять собой множество сгенерированных выражений блока. Множество уничтоженных выражений представляет собой множество всех выражений, например, {\displaystyle y+z}, таких, что {\displaystyle y} или {\displaystyle z} определяется в блоке, и при этом {\displaystyle y+z} блоком не генерируется.